# Janina Minge
Janina Minge, née le 11 juin 1999 à Lindau, est une footballeuse internationale allemande, qui joue au poste de milieu de terrain au VfL Wolfsburg.

## Biographie

### En club
Janina Minge commence le football à l'âge de trois ans au TSG Lindau Zech. En 2009, elle rejoint le VfB Friedrichshafen puis le FC Wangen en 2013.
En 2015, elle rejoint le SC Fribourg en compagnie de Giulia Gwinn. Elle fait ses débuts avec l'équipe première en Bundesliga à l'âge de 16 ans le 6 décembre 2015 face au Bayer Leverkusen. Minge inscrit son premier but en professionnel le 20 novembre 2016 contre le FF USV Jena.
Le 13 février 2024, le VfL Wolfsburg annonce le recrutement de Janina Minge à partir de la saison 2024-2025, pour un contrat de trois ans.

### En sélection

#### Catégories de jeunes
Janina Minge est internationale depuis la catégorie des moins de 15 ans, accompagnée de sa future coéquipière à Fribourg, Giulia Gwinn.
En 2016, Janina Minge remporte le Championnat d'Europe des moins de 17 ans avec la sélection allemande. Lors de la séance de tirs au but en finale face à l'Espagne, elle réussit sa tentative pour permettre la victoire des siennes.

#### Équipe première
En novembre 2022, Janina Minge est convoquée pour la première fois en équipe d'Allemagne par Martina Voss-Tecklenburg.
Elle est à nouveau convoquée en février 2023 pour pallier l'absence de Lena Oberdrof pour cause de maladie. Minge honore alors sa première sélection le 21 février 2023 face à la Suède en match amical,,. Elle remplace Svenja Huth à la 82e minute de jeu de la rencontre, terminée sur un match nul et vierge.
Janina Minge est convoquée pour participer à la Coupe du monde 2023 en tant que 24e joueuse, donc comme joueuse supplémentaire. Elle n'est cependant pas utilisée lors de la compétition.
Elle est convoquée en équipe d'Allemagne pour les Jeux olympiques de 2024 après la blessure au ligament croisé du genou de Lena Oberdorf le 16 juillet. Avec ses compatriotes, elle remporte la médaille de bronze de la compétition.

## Palmarès
- Équipe d'Allemagne des moins de 17 ans
  - Vainqueuse du Championnat d'Europe des moins de 17 ans en 2016

- Équipe d'Allemagne
  - Médaille de bronze des Jeux olympiques en 2024